# Georges Roes
Georges Roes (n. 3 martie 1889, Tarbes, Midi-Pyrénées, Franța – d. 14 mai 1945, Levallois-Perret, Métropole du Grand Paris, Franța) a fost un trăgător de tir ce a reprezentat Franța, medaliat olimpic. A participat la 2 ediții ale Jocurilor Olimpice (1920, 1924) în care a câștigat două medalii de argint.